# Valdemora
Valdemora is een gemeente in de Spaanse provincie León in de regio Castilië en León met een oppervlakte van 13,40 km². Valdemora telt 77 inwoners (1 januari 2016).

## Demografische ontwikkeling
Bron: INE, 1857-2011: volkstellingen
Opm.: In 1857 ontstond Valdemora uit Castilfalé